# ایستگاه سی ایلند سنتر
ایستگاه سی ایلند سنتر (انگلیسی: Sea Island Centre station) یک ایستگاه هم سطح در خط کانادا مترو ونکوور است. این ایستگاه در جزیره سی در ریچموند، بریتیش کلمبیا، در جنوب شهر ونکوور ونکوور واقع شده‌است.